# Julius Pagojus
Julius Pagojus (* 13. Dezember 1987 in Klaipėda) ist ein litauischer Jurist und Politiker, von 2014 bis 2016 stellvertretender Justizminister Litauens. Pagojus war zu seiner Zeit jüngster Vizeminister in Litauen.

## Leben
Nach dem Abitur am  Vytautas-Gymnasium Klaipėda absolvierte Julius Pagojus 2011 das Masterstudium der Rechtswissenschaft und 2012 das Bachelorstudium der Wirtschaft an der Vilniaus universitetas. Vom April 2008 war er Mitglied der Kontrollkommission der litauischen Jugendorganisation LiJOT. Vom Mai 2009 bis zum Mai 2011 war er Vorstandsmitglied von Lietuvos jaunimo organizacijų taryba (LiJOT). Er war Leiter der Delegation der litauischen jungen Sozialdemokraten bei der LiJOT-Assamblee.
Vom 22. November 2011 bis zum 21. Dezember 2012 war er  Rechtsanwaltsgehilfe in der Rechtsanwaltskanzlei LAWIN. Vom 22. Dezember 2012 bis zum Juli 2014 war er Berater des litauischen Justizministers Juozas Bernatonis am Justizministerium Litauens. Von Juli 2014 bis 2016 war Pagojus Stellvertreter des Justizministers Juozas Bernatonis im Kabinett Butkevičius. Er war Nachfolger von Saulius Stripeika. 2016 wurde Pagojus zum litauischen Justizminister von Dalia Grybauskaitė ernannt, aber nach einigen Tagen wegen eines früheren Skandals entlastet. Er übte somit das Ministeramt nicht.
Pagojus ist Mitglied von Lietuvos socialdemokratų partija und Lietuvos socialdemokratinio jaunimo sąjunga.